# МГТ-1
МГТ — 1 — малогабаритная бесследная электрическая самонаводящаяся акустическая торпеда для поражения надводных кораблей и судов.
Торпеды состоят на вооружении надводных кораблей, подводных лодок и морской авиации. В ВМФ СССР торпеды классифицируют в зависимости от заряда БЧ — ядерная или обычная, по виду энергосиловой установки — парогазовая (тепловая), электрическая или реактивная и по масс-габаритным характеристикам обычные или малогабаритные.

## История проектирования
Торпеда МГТ-1 создавалась в НИИ-400 (ныне — ЦНИИ «Гидроприбор») под руководством главного конструктора Л. Н. Акатова, конструкторы — Н. И. Кочеров, В. Я. Зарубин, М. И. Рувинский, А. М. Школьников и В. В. Селезнёв. Пассивная часть акустической системы самонаведения торпеды копировалась с германской самонаводящейся торпеды. Активная часть акустической системы самонаведения торпеды разработана под руководством главного конструктора Б. В. Киселева, а неконтактного взрывателя — Л. С. Ерохина.
В 1961 году торпеда МГТ-1 поступила на вооружение ВМФ СССР и успешно использовалась подводными лодками.

## Конструкция
Торпеда МГТ-1 выполнялась из алюминиево-магниевых сплавов и имела сигарообразную форму разделённую на 4 основных отсека:
1. Боевое зарядное отделение;
2. Аккумуляторное отделение;
3. Кормовая часть;
4. Хвостовая часть.

В боевом зарядном отделении находились акустическая система самонаведения торпеды, неконтактный магнитный взрыватель, запальные приспособления и взрывчатое вещество.
В аккумуляторном отделении помещались одноразовые серебряно-цинковые батареи (518-1У).
В кормовой части имелась силовая установка и механизмы, управляющие движением торпеды.
В хвостовой части располагались гребные винты и четыре пера с вертикальными и горизонтальными рулями для управления торпедой по направлению и глубине.

## Принцип работы
Перед выстрелом торпеды с помощью прибора управления торпедной стрельбой (ПУТС) устанавливались направление, глубина хода и дистанция до цели. Во время хода торпеды в трубе торпедного аппарата происходил пневматический запуск и раскрутка гироскопического прибора, а также впрыск электролита в аккумуляторы из единой встроенной ампулы. Это обеспечивалось для взрывобезопасности на подводной лодке, так как электролит в батарее с течением времени приводил к процессу окисления с выделением взрывоопасных газов. После выхода торпеды из торпедного аппарата и запуска электродвигателя постоянного тока торпеда развивала скорость в зависимости от предустановленной дистанции и устремлялась в направлении цели. Если торпеда по какой-либо причине начинала уклоняться от заданного направления, то гироскоп подавал управляющий сигнал на электро-гидравлическую рулевую машинку, которая производила перекладку вертикальных рулей направляя торпеду по заданному курсу. Если торпеда начинала уклоняться от заданной глубины, то изменившееся давление наружной воды действуя на автомат глубины с блоками стабилизации глубины и вертикального маневрирования передавала соответствующие усилия на рулевую машинку для перекладки горизонтальных рулей, возвращая торпеду на заданную глубину хода. При выходе торпеды в зону действия аппаратуры самонаведения, её активно-пассивная гидроакустическая система производила захват и сопровождение корабля-цели, обеспечивая выход торпеды в район винтов с дальнейшим пересечением района миделя корабля-цели. Как только торпеда входила в зону действия неконтактного взрывателя, происходило замыкание цепи запала и воспламенение взрывчатого вещества и подрыв заряда БЧ на расстоянии 4-5 метров от днища цели.